# 대구아양초등학교
대구아양초등학교는 대한민국 대구광역시 동구 신암동에 있는 초등학교다.

## 연혁
- 1958년 4월 7일 대구아양국민학교 개교(6학급 450명)
- 1982년 9월 1일 신성국민학교 분리(781명)
- 1992년 9월 1일 효동국민학교 분리(741명)
- 1984년 3월 1일 덕성국민학교 분리(773명)
- 1991년 12월 31일 교사 1동 증축(12개 교실)
- 1998년 3월 1일 병설유치원 설립(1학급)
- 2003년 12월 6일 별관 신축 준공(도서관,특별실)
- 2004년 8월 25일 운동장 우레탄 트랙 준공
- 2008년 5월 22일 제23대 김성문 교장 취임
- 2010년 2월 11일 제50회 172명 졸업(졸업생 총 18,551명)
- 2010년 3월 1일 31학급 편성
- 2011년 2월 16일 아양역사관 개관
- 2018-02-09 제58회 72명 졸업(졸업생 총 19,510명)
- 2018-03-01 17(1)학급 편성

## 학교 동문
동문회를 언제 시작합니까 ?

## 참고 자료
- 대구아양초등학교 - 한국교육학술정보원 학교알리미